# لو لو (لاعبة كرة ريشة)
لو لو (بالصينية: 陆璐) هي لاعبة كرة الريشة صينية، ولدت في 29 سبتمبر 1990 في نانينغ في الصين.

## وصلات خارجية
- لو لو على موقع BWF.tournamentsoftware.com (الإنجليزية)
- لو لو على موقع BWFbadminton.com (الإنجليزية)
- لو لو على موقع اللجنة الأولمبية الصينية (الإنجليزية)